# كليف فرنسيس
كليف فرنسيس (بالإنجليزية: Cliff Holman)‏ هو مقدم تلفزيوني أمريكي، ولد في 29 يونيو 1929، وتوفي في 8 سبتمبر 2008.